# John Cousen
John Cousen né le 19 février 1804 à Bradford et mort le 26 décembre 1880 à Londres est un graveur britannique de paysages.

## Biographie
Il réalise un stage chez John Scott, le graveur d’animaux. Il meurt à South Norwood, dans le sud de Londres, en 1880.

## Œuvres
- Mercure et Herse ; d'après William Turner.
- Le remorquage du Victory à Gibraltar et Le matin après le naufrage ; d'après Clarkson Frederick Stanfield.

D'après William Turner, pour la galerie Turner :
- L'embarcadère de Calais ; bateaux de pêche au large de Calais.
- Tempête de neige : Hannibal et son armée traversant les Alpes.
- Paix. Enterrement en mer du corps de Sir David Wilkie.
- St. Michael's Mount, Cornwall.

Pour la galerie de Vernon :
- La Bataille de Trafalgar ; d'après Stanfield.
- Le Canal de la Giudecca et l'église des jésuites, Venise.
- Le vieux quai à Littlehampton ; d'après Augustus Wall Callcott.
- Revenant du marché.
- Bétail: tôt le matin sur les collines de Cumberland ; d'après Thomas Sidney Cooper.
- Le Torrent de montagne ; d'après Edwin Landseer.
- Rest in the Desert ; d'après WJ Müller.
- Une vue boisée ; d'après David Wilkie.

## Galerie

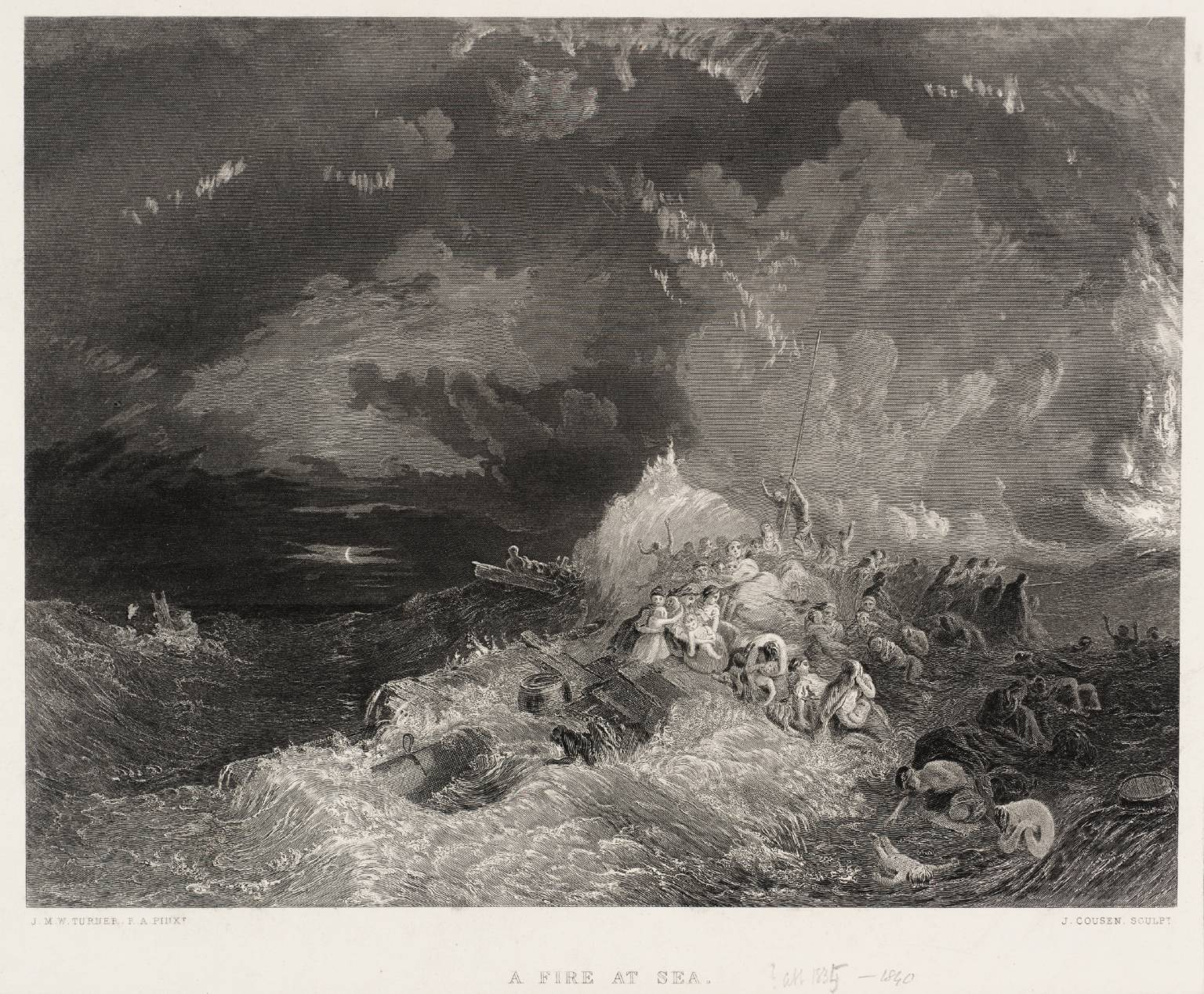
A Fire at Sea, gravure, 1859-1861, d'après William Turner.
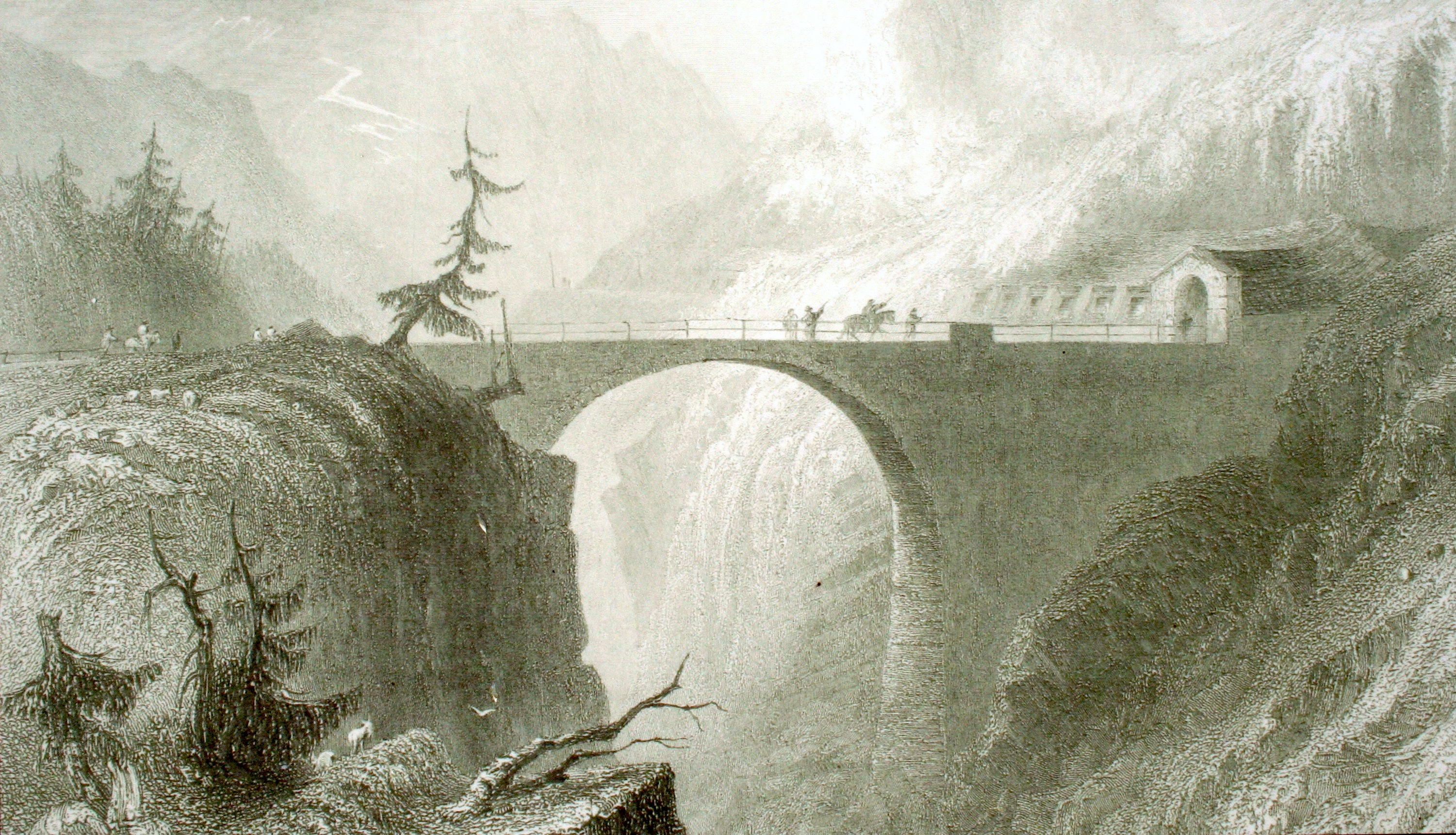
Le pont Vittorio Emanuele au col du San Bernardino, gravure d'après William Henry Bartlett, 1833.
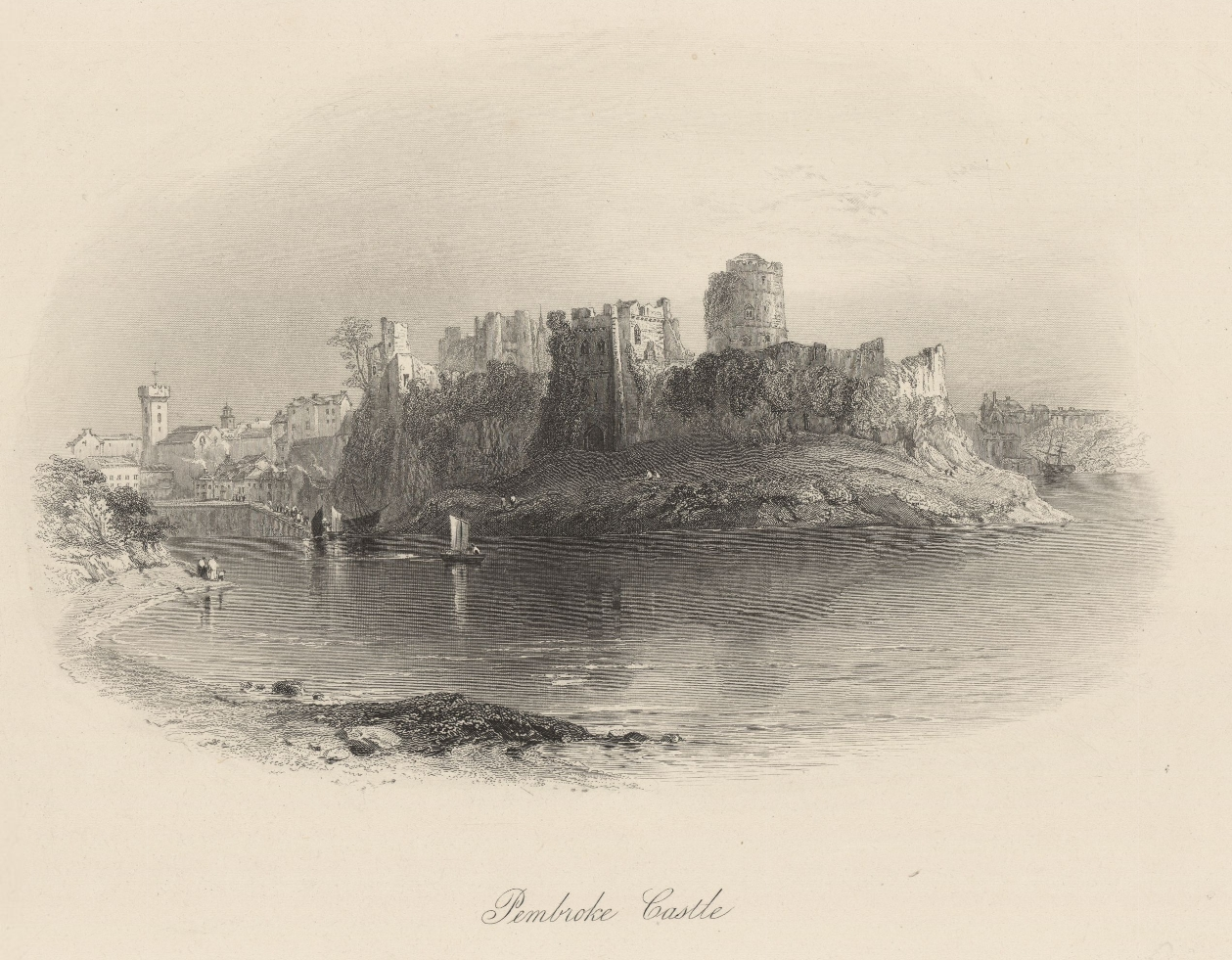
Château de Pembroke, gravure, 1844, d'après William Henry Bartlett.